# Metropolitan-Vickers
La Metropolitan-Vickers, est une entreprise britannique d'ingénierie électrique du milieu du XXe siècle, connue à l'origine sous le nom de British Westinghouse. Très diversifiée, elle était particulièrement réputée pour ses équipements électriques industriels mais aussi ses générateurs, ses turbines à vapeur, ses appareillages électriques et ses transformateurs. Metrovick occupe une place importante dans l'histoire des techniques en tant que premier fabricant d'un ordinateur à transistor, le Metrovick 950, et du premier moteur à réaction à compression axiale britannique, le Metrovick F.2. Leur usine à Trafford Park, à Manchester, a été pendant la majeure partie du XXe siècle l'une des plus grandes usines du genre[Lequel ?] au monde.

## Histoire

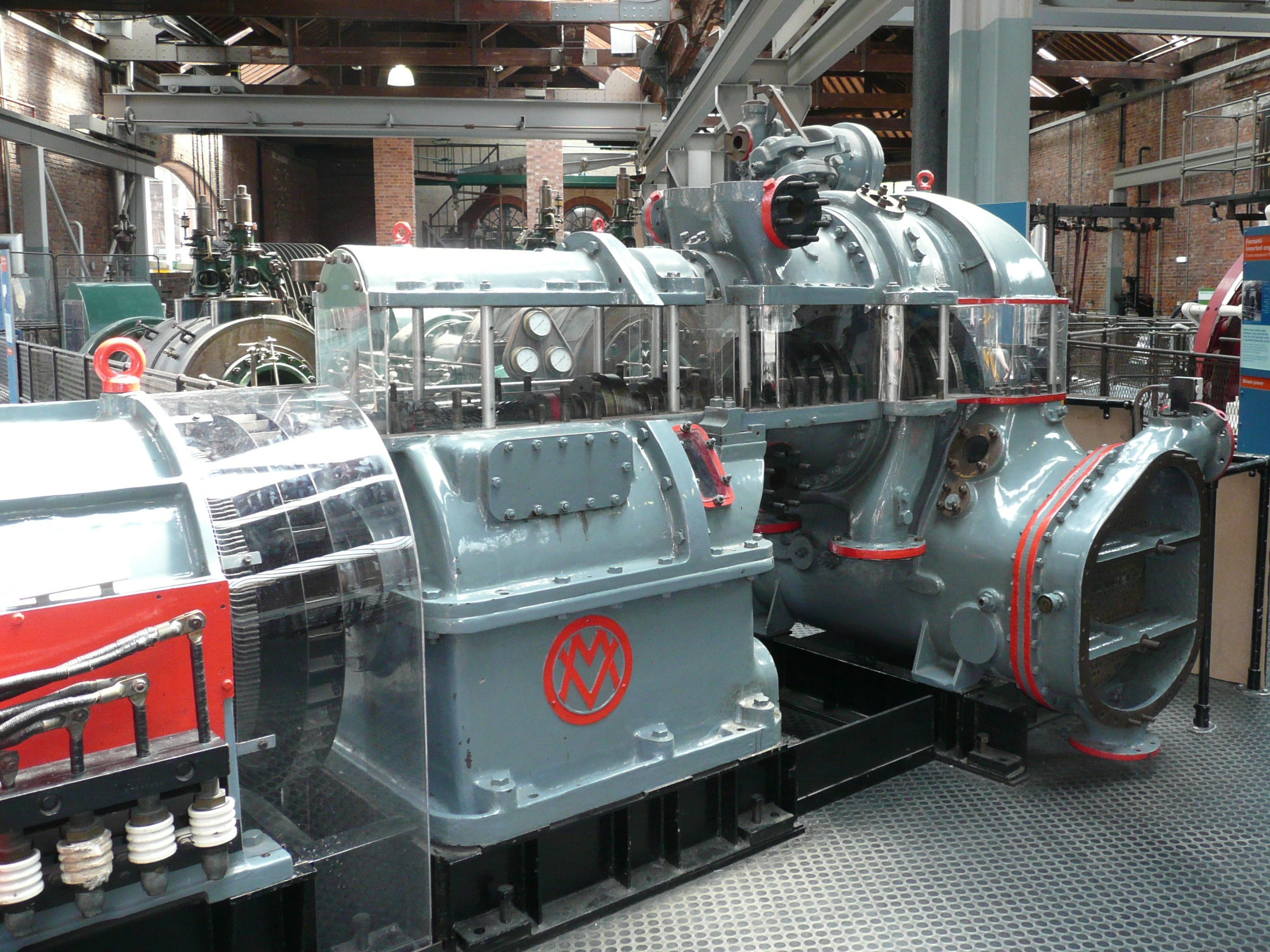
Turbine à vapeur

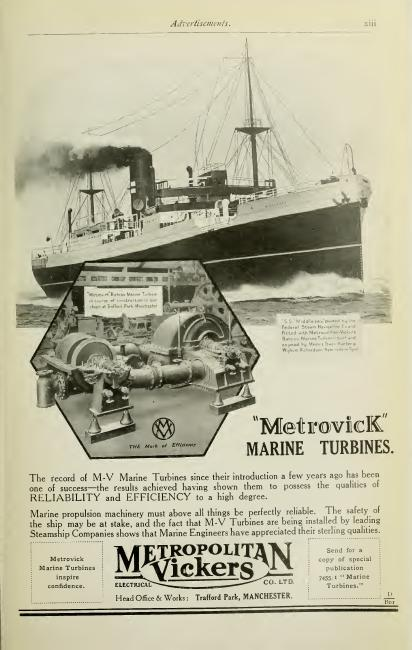
Affiche publicitaire pour les moteurs de marine de Brassey's Naval and Shipping Annual (1923).

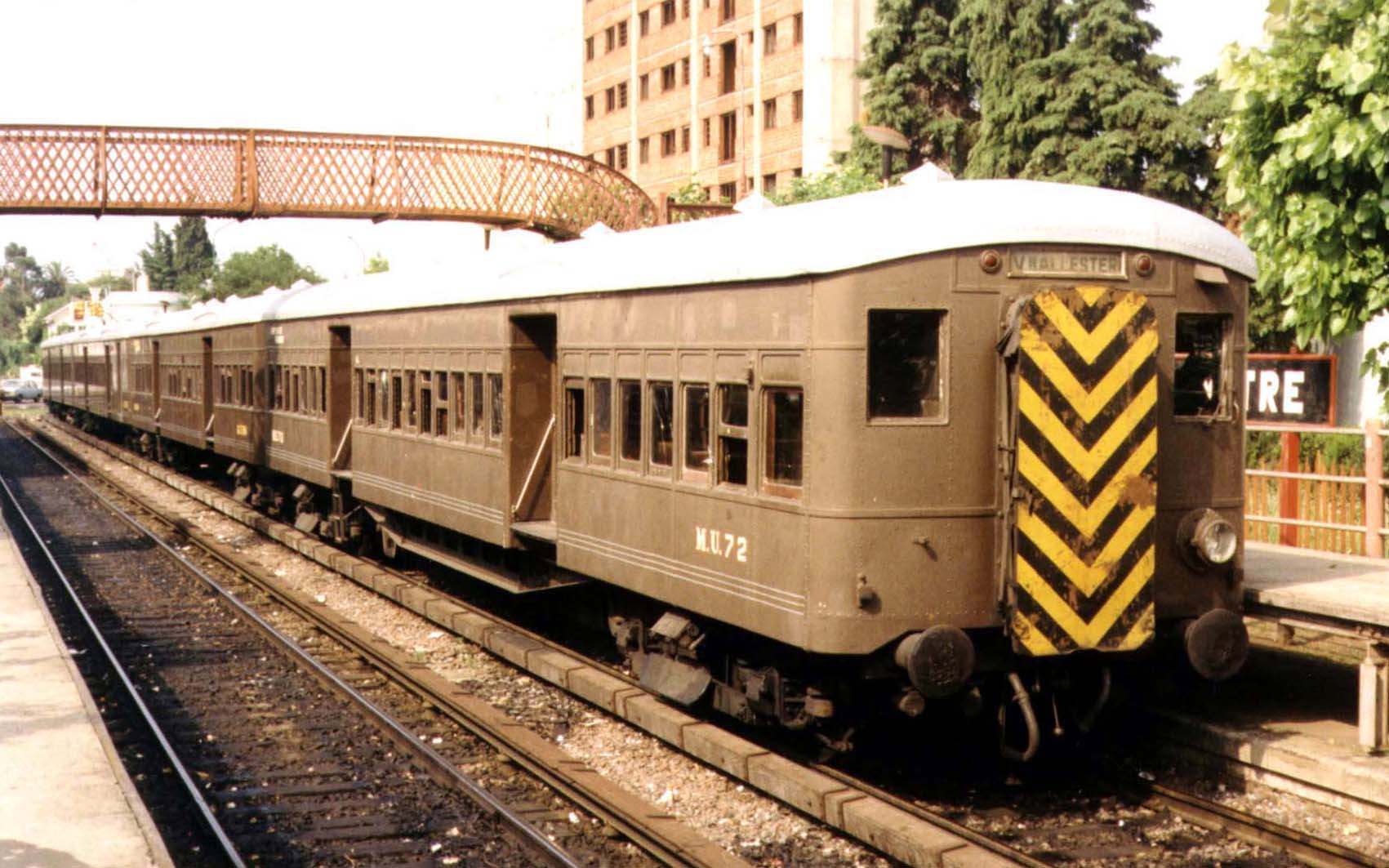
Rame automotrice Metrovick destinée à Central Argentine Railway (1931). Ces motrices ont été en service jusqu'en 1995.

### Création
Metrovick est issue de la prise d'autonomie des usines de British Westinghouse Electrical and Manufacturing Co. d'avec la société-mère américaine, dont la nationalité était apparue comme un frein sur les marchés publics britanniques au cours de la  Première Guerre mondiale. En 1917, elle se dota d'une holding destinée à financer le rachat des usines.
En mai 1917, la holding était détenue par Metropolitan Carriage, Wagon and Finance Co. de Birmingham, présidée par Frank Dudley Docker, et Vickers Limited, groupe industriel de Barrow-in-Furness,. Le 15 mars 1919, Docker revendit à Vickers toutes les actions de Metropolitan Carriage, pour près de 13 000 000 livres,,. Le 8 septembre 1919, Vickers rebaptisa la société en Metropolitan Vickers Electrical Company,.
Le début des années 1920 fut marqué par une crise de l'investissement et des grèves à répétition. Enfin la création d'une société nationale, le Central Electricity Board, en 1926, permit la standardisation de la distribution du courant électrique (50 Hz, 220 V), favorisant enfin le développement à grande échelle du réseau domestique britannique et la vente de matériel électrique. Les ventes explosaient, et 1927 aura été l'année la plus profitable pour la compagnie.

### Fusion avec BTH et transition vers AEI
Le 15 novembre 1922, la BBC commença à diffuser ses émissions grâce à l’émetteur de Manchester, 2ZY, qui émettait sur la bande des 375 mètres depuis l’usine Metropolitan Vickers Electricity d'Old Trafford.
En 1928 Metrovick fusionna avec sa rivale British Thomson-Houston (BTH), société de taille équivalente et occupant le même marché. Par cette fusion, elles auraient dû concurrencer avantageusement Marconi ou English Electric ; mais l'opération se trouva compromise par une méfiance tenace, voire une rivalité entre les salariés des deux anciennes marques, : l'année suivante, Metrovick fut rachetée par le groupe Associated Electrical Industries (AEI), déjà propriétaire d’Ediswan et de Ferguson, Pailin & Co., société de Manchester (Openshaw) spécialisée dans les appareillages électriques. 
Néanmoins la rivalité entre les ingénieurs de Metrovick et de BTH reprit de plus belle, sans qu’AEI parvienne à y mettre le holà, car avec  la Grande Dépression, en 1929, et les difficultés financières du groupe, Metrovick sauvait à elle seule les bénéfices, notamment en remportant l’énorme contrat d'électrification du chemin de fer du Brésil. Dès 1933, l’économie mondiale redémarrait, mais la société britannique fut alors affectée par l’arrestation de six ingénieurs de Metrovick, convaincus d'espionnage et de sabotage à Moscou à la suite d'avaries en séries sur des turbines installées par la compagnie en Union Soviétique. Le gouvernement Britannique dut intervenir : les ingénieurs furent libérés et le commerce avec l'Union Soviétique reprit après un bref embargo.
Durant les années 1930, Metropolitan Vickers produisit 24 moteurs triphasés de grand diamètre (3m) destinés aux motrices V40 et V60 des chemins de fer de Hongrie. Ces motrices d'une puissance de 1 640 kW, conçues par Kálmán Kandó, purent être réalisées grâce à des aides du gouvernement britannique.
En 1935, la compagnie construisit le plus grand turbo-alternateur à vapeur d'Europe, d'une puissance de 105 MW, pour équiper la centrale thermique de Battersea.
L'année suivante, Metrovick se mit à travailler sur des systèmes de pilotage automatique pour le Ministère de l'Air, puis sur des dispositifs de pointage et enfin les premiers radars en 1937. Un nouveau contrat avec le Ministère lui attribua la fabrication du turbopropulseur conçu par Hayne Constant et son équipe au Royal Aircraft Establishment (RAE). Or au moment même où Metrovick participait à la fabrication des prototypes du RAE, la filiale BTH travaillait à la construction des réacteurs concurrents de Frank Whittle...

### Production de guerre
À la mi-1938, MetroVick obtint le contrat de fabrication du bombardier lourd à moteurs jumelés Avro Manchester, sous licence A.V. Roe. Étant donné le bouleversement que ce travail allait entraîner dans la chaîne de montage, on construisit pour l'occasion une nouvelle usine, à l'ouest de Mosley Road, et la construction s'étala jusqu'en 1940. La construction de ces appareils s'accompagna de grandes difficultés : le comportement capricieux du moteur Rolls-Royce Vulture, puis la destruction des 13 premiers modèles de Manchester dans un raid de la Luftwaffe sur Trafford Park, le 23 décembre 1940 ; finalement l'usine parvint à achever la fabrication de 43 appareils. Mais ensuite elle passa à la fabrication d'une variante quadrimoteurs bien supérieure, le fameux Avro Lancaster, équipé de moteurs Rolls-Royce Merlin assemblés à l'usine Ford stratégique de Trafford Park. Il fallut ajouter trois hangars le long du côté sud de l’aéroport de Ringway pour assembler et tester ces appareils, mais par la suite il fut décidé de les assembler dans un autre hangar, sur l'aérodrome Avro de Woodford. À la fin de la guerre, MetroVick avait construit 1 080 Lancasters et 79 avions dérivés de l'Avro Lincoln. Le Ministère annula ses dernières commandes et MetroVick mit un terme à la production d'avions au mois de décembre 1945.
En 1940, le succès des premiers vols d'essai de Whittle poussa MetroVick à reprendre ses recherches sur le turbopropulseur, pour en faire un véritable moteur à réaction : ces travaux aboutirent au réacteur prototype Metrovick F.2 qui fut mis en service en 1943 sur un Gloster Meteor. Considéré comme trop complexe, le prototype fut revu par Metrovick afin de doubler sa puissance, mais simultanément on mettait à l'étude un nouveau prototype, le Metrovick F.9 Sapphire. Malgré les performances excellentes du F.9, le Ministère du Rationnement força MetroVick à revendre en 1947 sa division « moteurs à réaction » à Armstrong Siddeley pour assainir le marché britannique.
Outre la production d'avions de guerre, MetroVIck produisait des trains d'atterrissage pour Dowty et Messier, des pilotes automatiques, des projecteurs antiaériens et des radars.

### Les avions Metrovick d'après-guerre

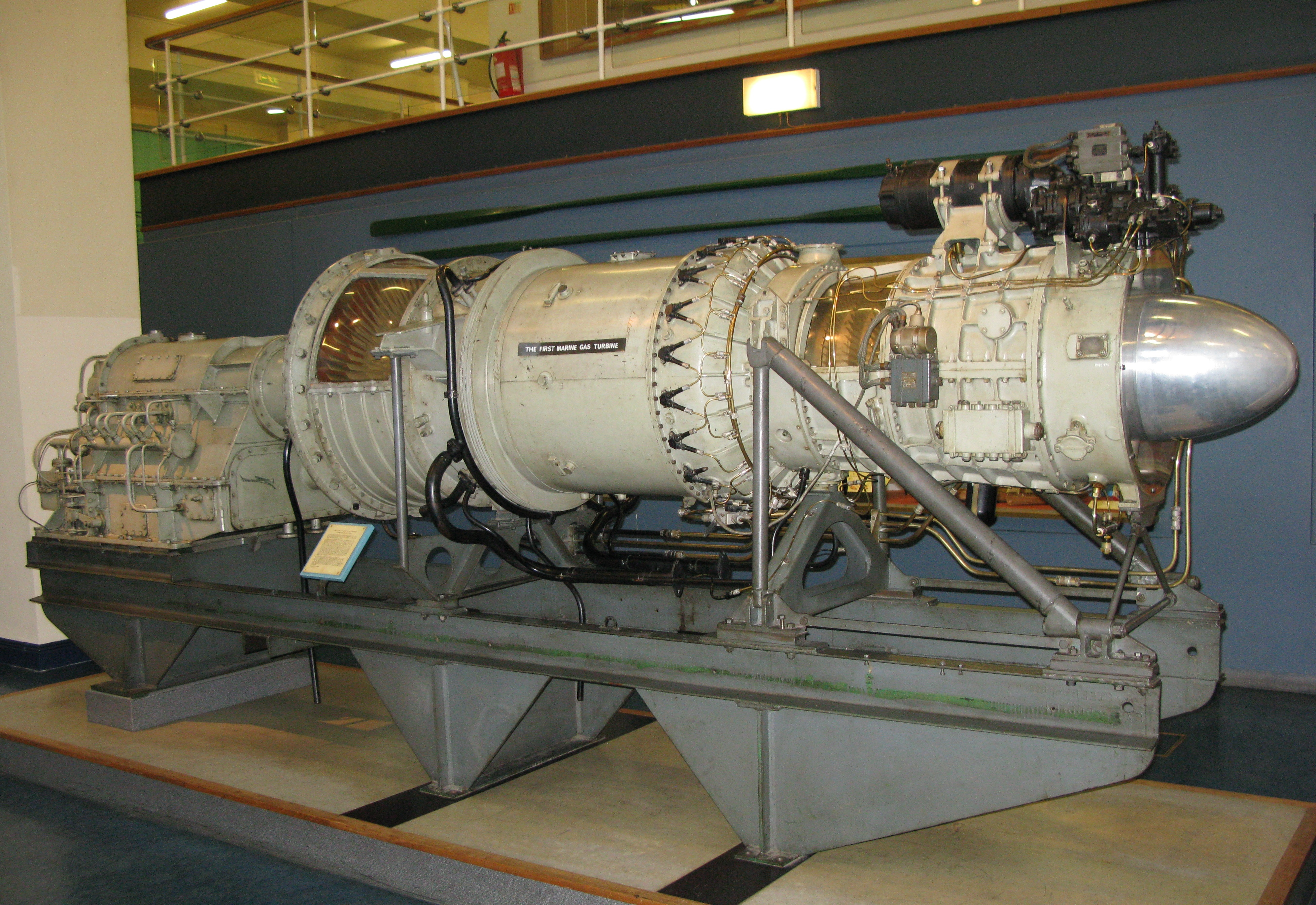
La turbine à gaz Metrovick G.1 Gatric du MGB 2009.

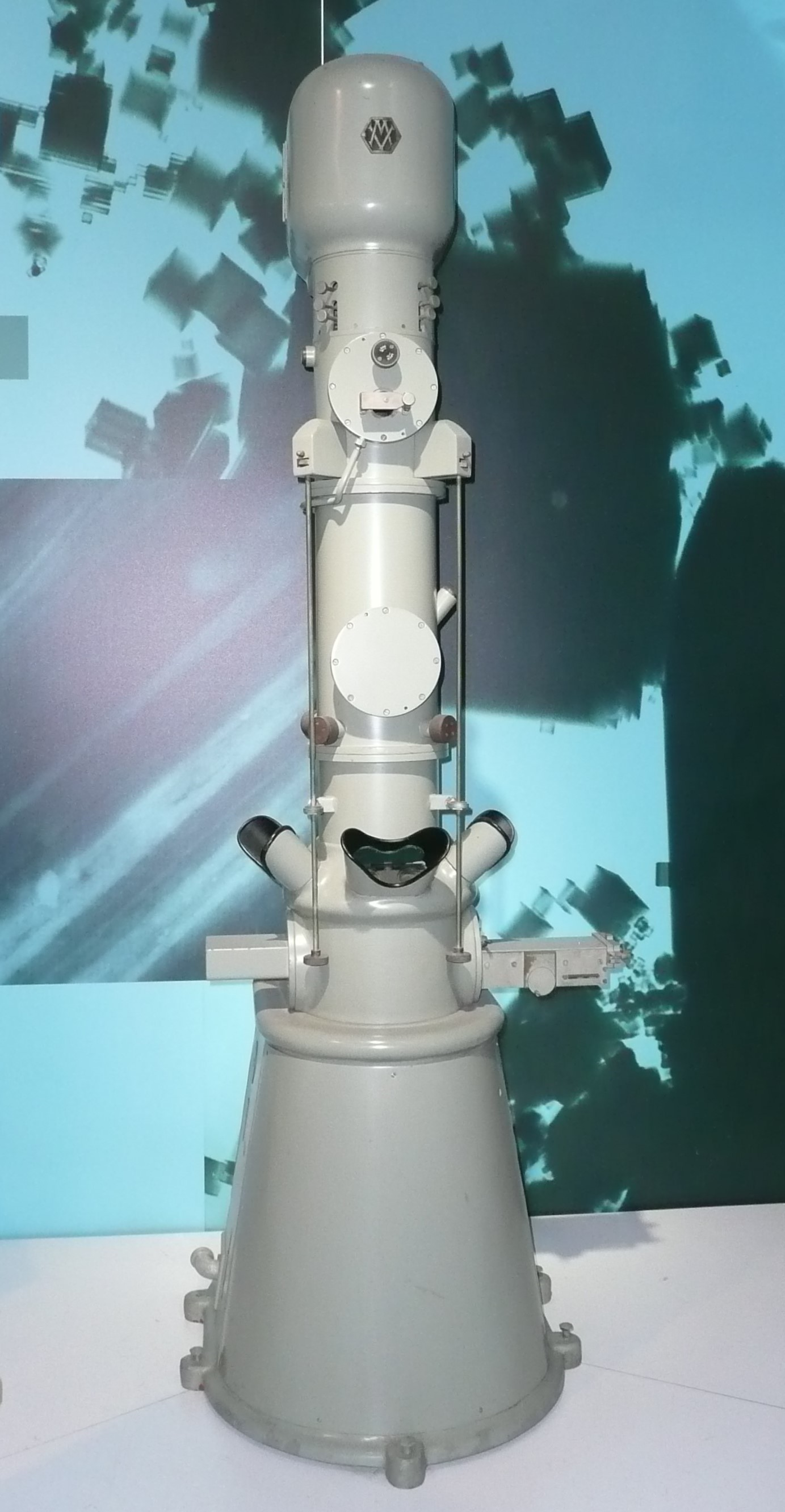
Microscope électronique construit par Metropolitan-Vickers

L'Après-guerre fut marquée par une demande massive de générateurs électriques, déchaînant une rivalité accrue entre Metrovick et BTH. Metrovick se lançait simultanément dans l'électroménager, et commença à commercialiser les premiers réfrigérateurs et poêles électriques.
La conception et la fabrication d'instruments scientifiques sophistiqués, comme des microscope électroniques ou des spectromètre de masse mettaient la société au contact de la recherche scientifique.
En 1947, la turbine à gaz Metrovick G.1 Gatric fut montée sur une canonnière MGB 2009, ce qui en fit le premier bâtiment mû par un moteur de ce type. Le Bluebird K7, racer à réaction à bord duquel Donald Campbell battit le record des 200 mph (322 km/h) sur l'eau, était équipé d'un turbopropulseur MetroVick Beryl développant une poussée de 16 kN. Le K7 fut présenté à la Presse à la fn de l'année 1954, et Campbell se lança à Ullswater le 23 juillet 1955, établissant un nouveau record à 325,33 km/h.
Au cours des années 1950, la société construisit un gros transformateur électrique à Wythenshawe, dans les environs de Manchester. L'usine ouvrit en 1957 avant d'être cédée par GEC en 1971 à l'Américain Ingersoll Rand.
MetroVick se développait aussi sur le marché des motrices diesel, associant ses propres génératrices et ses moteurs à des diesels d'autres marques : cela donna en 1950 les motrices 2-Do-2 de classe X de la Western Australian Government Railways puis en 1958 le type 2 Co-Bo, reclassé par la suite dans la Classe 28 de British Rail. Cette motrice à transmission Diesel-électrique était originale à double titre : par ses essieux Co-Bo et son moteur diesel à deux temps Crossley (adapté d'un moteur de marine de la guerre de 1939-45). Mises en service dans le cadre du plan de modernisation de 1955 de British Railways, vingt motrices de ce type desservirent l'Ecosse et l'Angleterre avant d'être remplacées définitivement à la fin des années 1960. C'est également MetroVick qui produisit à partir de 1955 les motrices de classe CIE 001 (à l'origine Classe 'A') pour l'Irlande.
En 1961, le cosmonaute russe Youri Gagarine était l'hôte de l'usine de Trafford Park à l'occasion de son passage à Manchester.
AEI mit de façon discutable un terme définitif à la rivalité opposant Metrovick à BTH en supprimant, le 1er janvier 1960, les deux enseignes, pour imposer AEI comme marque unique. Le groupe allait le payer durement : non seulement les ingénieurs des deux anciennes filiales refusaient cette nouvelle situation mais, AEI étant inconnue sur le marché des moteurs, elle perdit une à une ses parts de marché et le cours de ses actions s'effondra.

### Reprise par General Electricity Co.
En s'efforçant d'unifier l'encadrement de ses deux filiales qu'elle venait de regrouper autoritairement, AEI rencontra des résistances telles que vers le milieu des années 1960, la hiérarchie était divisée. Il fut d'autant plus aisé à GEC de prendre le contrôle d'AEI en 1967, qui fut de nouveau éclatée en différentes entreprises, dont Marconi plc (1999), devenue depuis Marconi Corp.